# Dino Crisis 3
Dino Crisis 3 là một trò chơi hành động phiêu lưu do Capcom Production Studio 4 phát triển và Capcom phát hành cho Xbox. Giống như các phần trước trong loạt game Dino Crisis, lối chơi xoay quanh việc chiến đấu với khủng long hoặc các loài bò sát khác, nhưng kẻ thù trong trò chơi này không phải là khủng long thực sự. Chúng là đột biến được tạo ra từ DNA chiết xuất từ các loài khủng long khác nhau. Trò chơi diễn ra trên một trạm không gian. Đây là trò chơi thứ ba và cũng là trò chơi cuối cùng trong loạt Dino Crisis.
Game ban đầu được lên kế hoạch cho cả Xbox và PlayStation 2, nhưng phiên bản sau đã bị loại bỏ sớm trong quá trình phát triển.

## Lối chơi
Người chơi có thể sử dụng 2 khẩu súng với sáu loại đạn (một loại súng và ba loại đạn cho mỗi nhân vật có thể chơi được), ngoài ra còn có các máy nhỏ gọi là "WASPS" giúp chống lại khủng long. Trò chơi được chơi chủ yếu thông qua nhân vật Patrick và chỉ có một phần nhỏ được chơi là Sonya. Có ba loại áo giáp có sẵn.

## Cốt truyện
Lấy bối cảnh vào năm 2548, đã 300 năm kể từ khi Trái Đất mất liên lạc với tàu thuộc địa Ozymandias, trên đường đến a2. Bằng cách nào đó, con tàu đã xuất hiện trở lại gần Sao Mộc. Một nhóm có tên S.O.A.R. (Special Operations And Reconnaissance) được gửi lên tàu thăm dò Seyfert để điều tra. Khi Seyfert gửi một tàu con thoi để điều tra con tàu, vũ khí của nó đột nhiên kích hoạt. Một chùm tia phá hủy Seyfert và sau đó là tàu con thoi, giết chết gần như tất cả mọi người ngoại trừ Patrick Tyler, Sonya Hart, Chỉ Huy Jacob Ranshaw, và McCoy. Patrick và Sonya gặp lại nhau ở bên ngoài con tàu và tiếp cận lần nữa. Phía trong con tàu bị bỏ rơi, mặc dù vẫn còn năng lượng hoạt động.
McCoy cũng vậy nhưng bị giết bởi một sinh vật giống Tyrannosaurus lớn đang đuổi theo nhóm. Con T. rex sau đó bị tấn công, hành hạ và giết chết bởi một đàn những sinh vật đột biến giống lươn. Sau khi đánh mở đường máu lọt qua các kho chứa hàng của con tàu, Patrick gặp một người sống sót, một cô gái tên Caren Velázquez. Sau khi gặp cô, cô chạy trốn trong sợ hãi. Patrick phát hiện ra Caren một lần nữa, nhìn vào khung hình chụp của cha cô, Tiến sĩ Miguel Velázquez. Patrick biết rằng cô đã ở một mình trong suốt 300 năm. Sonya phát hiện ra MTHR - hệ thống điều khiển của con tàu - đang tạo ra các sinh vật giống khủng long từ DNA của động vật trong kho để thay thế cho phi hành đoàn của con người. Khi Patrick nói với họ rằng anh ta đang tắt MTHR, Caren mở cửa và bỏ chạy ngay.
Khi Caren và nhóm nghiên cứu nhanh chóng rời khỏi phòng thí nghiệm, họ bị tấn công bởi một con Ankylosaurus đột biến được gọi là Regulus. Jacob hy sinh thân mình để giết chết con quái vật này bằng cách ném lựu đạn vào miệng nó. Tại thời điểm này, chúng ta được tiết lộ rằng Caren thực ra là một android. Sau đó, con Regulus lúc trước xuất hiện trở lại, khiến sự hy sinh của Jacob là vô ích. Không còn sự lựa chọn nào khác, Patrick phải mau chóng kết liễu Regulus. Caren tìm cách sửa chữa con tàu, cứu Patrick khỏi bị khuất phục trước các hệ thống môi trường bị hỏng. Patrick quay trở về Lõi Năng Lượng của con tàu để khởi động lại nó, nhưng căn phòng bị hư hại nghiêm trọng khi một con Spinosaurus đột biến đâm xuyên qua tường, lấp đầy khu vực bằng nước làm mát.
Sau khi chiến đấu với sinh vật này, nhóm nghiên cứu chạy đến khu vực của MTHR khi lõi bắt đầu đi vào tình trạng hỗn loạn. Khi họ đến khu vực này, MTHR và Engine Sectors tách rời khỏi Front Deck, Shaft và Energy Sector, bị phá hủy bởi rò rỉ hạt nhân. Các động cơ sớm kích hoạt một hệ thống khẩn cấp và bước nhảy vượt không gian xuống Trái Đất. Patrick gặp MTHR và hỏi cô ấy. Sau đó, anh ta cố gắng ngăn chặn máy tính chính của MTHR nhưng cô lại mở một cửa hầm khác thả con Spinosaurus lần thứ hai. Sau khi đánh bại sinh vật kia, Patrick cố gắng ngăn MTHR gửi khủng long đến Trái đất và chiến đấu với cô, cuối cùng phá hủy hệ thống của cô, gây ra hậu quả tai hại cho con tàu, khiến nó kích hoạt chuỗi tự hủy. Câu nói cuối cùng của MTHR là "Tôi chỉ muốn hoàn thành nhiệm vụ của mình".
Patrick được đoàn tụ với Sonya và Caren khi họ cố gắng trốn khỏi con tàu thông qua một tàu con thoi thoát hiểm, nhưng họ bị tấn công bởi "Cebalrai", một con Giganotosaurus hai đầu. Con thú nhảy lên bục và đuổi theo bộ ba xuống phía dưới bục. Khi Patrick chạy, Cebalrai đập đầu trái vào anh ta và ném anh ta vào tường, khiến anh ta không thể với được súng. Thấy vậy, Caren dụ dỗ sinh vật về phía mình. Patrick cố gắng ngăn cô lại, nhưng một cú đạp của Cebalrai khiến cho chiếc bục nơi Caren và con quái vật đang đứng sụp đổ. Cả Caren và Cebalrai đều rơi xuống vực thẳm - khiến Patrick mất tinh thần. Sau khi đánh bại một con T. rex khác, Patrick và Sonya kịp thời trốn thoát trước khi con tàu tự hủy. Nhưng Cebalrai, lại sống sót trong chân không, đã trèo lên mũi tàu con thoi. Patrick bèn tự mình lên tàu hòng tiêu diệt con "quái vật di truyền" này trong trận đánh cuối cùng. Lúc đang giao chiến ác liệt, Cebalrai bỗng dưng mọc một cái đầu thứ ba và Patrick buộc phải sử dụng "Final Wasp," làm suy yếu sinh vật này và tống cổ nó bay vào vũ trụ.

## Phát triển
Dino Crisis 3 được đưa vào sản xuất vào giữa năm 2000, trong một sản phẩm do Kobayashi Hiroyuki chỉ đạo, với Mikami Shinji làm Giám đốc sản xuất. Đề xuất ban đầu là về một "bộ drama nhân văn" chủ yếu nằm trong một "cơ sở" không xác định trong một thành phố bị bao vây bởi những con khủng long di dời thời gian đang hoành hành, với việc người chơi giao với chiến khủng long cùng các cộng sự AI và trong đó các quyết định do người chơi đưa ra có thể làm thay đổi tiến trình của câu chuyện. Capcom Production Studio 4 sau này đã loại bỏ môi trường thành phố và thay vào đó, người ta quyết định game sẽ được đưa lên một con tàu không gian trong tương lai. Dino Crisis 3 luôn được coi là một tựa game độc quyền Xbox khi console này được đánh giá là tốt hơn trong việc kết xuất đồ họa so với PlayStation 2; Kobayashi Hiroyuki coi bản port PlayStation 2 của game là "không thể" làm được.
HUD của trò chơi đã trải qua sự phát triển đáng kể vào năm 2002. Ban đầu, HUD được đặt ở góc dưới bên trái của màn hình, và hiển thị các chỉ số về nhiên liệu và cột máu của jetpack dưới dạng các đường, cũng như số lượng WASP có sẵn cho người chơi. Bản thân hệ thống vũ khí khác với các game trước đó; Người chơi sẽ dựa vào một vũ khí chính với lượng đạn vô hạn, với tùy chọn chuyển sang các dạng đạn khác cho những đối thủ mạnh hơn sẽ bị hạn chế và phải tìm hoặc mua. WASP được thiết kế như một vũ khí phụ sẽ bay xung quanh bản đồ và cung cấp thêm viện trợ cho người chơi trong quá trình giao chiến. Giống như trong Dino Crisis 2, người ta tập trung nhiều hơn vào việc mang đến cho người chơi niềm vui bắn khủng long hơn là bảo tồn vật phẩm và tránh chúng như trong Dino Crisis. Một tính năng mới nữa là cửa hàng đã được tạo ra cho trò chơi, như trong Dino Crisis 2 là nơi mà người chơi có thể mua đồ tiếp tế dựa trên số điểm tích lũy từ việc tiêu diệt khủng long. Tuy nhiên, trong phần này, người chơi có thể tích lũy một số hữu hạn, yêu cầu họ quay lại cửa hàng thường xuyên hoặc họ sẽ không nhận được thêm điểm nào nữa. Trong quá trình phát triển camera, nhóm đã quyết định tận dụng tối đa sức mạnh của Xbox và biến nó thành 3D thay vì sử dụng các hình nền được dựng sẵn 2D như Dino Crisis 2 đã làm. Theo cách tương tự như Resident Evil Outbreak cùng lúc của Studio 1, các phòng được chia thành các khu vực mà một camera sẽ bám theo người chơi, sau đó cắt sang một camera khác khi người chơi rời khỏi khu vực.
Biên tập kịch bản, Higuchi Shinji, đã đưa ra quyết định rằng môi trường chính, Ozymandias, sẽ có khả năng biến đổi, là một người hâm mộ lâu dài của mecha. Những ý tưởng như vậy cho bối cảnh xuất phát từ các bộ phim khoa học viễn tưởng, với bối cảnh quỹ đạo Sao Mộc đến từ bộ phim "Sayonara Jupiter!", mà Higuchi từng làm trợ lý sản xuất. Một số mẫu thiết kế cho con tàu cũng đã được thực hiện trước Hội nghị Xbox Mùa hè 2002 và, theo nhà sản xuất Kobayashi Hiroyuki, một cuộc thi đã được tổ chức trong nhóm phát triển để chọn mẫu thiết kế để sử dụng cho game. Do niềm đam mê với mecha này, 3CGI đặc biệt chú ý đến việc làm cho các đoạn phim cắt cảnh chuyển đổi của Ozymandias có vẻ thực tế hơn, với các bộ phận chuyển động được khóa tại chỗ. Các nhân vật cũng được thiết kế dựa trên những xu hướng đậm nét khoa học viễn tưởng của Nhật Bản, và sự chú ý được dành cho đồng phục của đội SOAR. Ví dụ, một chuỗi biến đổi từ mũ đội đầu của Patrick đã được vẽ cẩn thận để cho thấy làm thế nào nó có thể được lưu lại trong bộ đồ của anh ta. Khác biệt với bộ đồ không gian của các thành viên khác, chiếc váy ngắn của Caren được thiết kế để tạo tiếng vang cho các thần tượng "nữ hoàng chủng tộc" Nhật Bản, và Mikami Shinji đã loại bỏ quần màu tím để phù hợp hơn với khái niệm đó. 3DCGI cũng đảm bảo đặt trọng tâm vào hoạt cảnh của nhân vật này, để chuyển động của ngực và trang phục của cô ấy trông thật hơn trong những đoạn phim cắt cảnh. Các sinh vật cư trú ở Ozymandias được tiết lộ trong câu chuyện là giống lai khủng long-người biến đổi gen. Do đó, các nhà thiết kế sinh vật có thể tự do tạo ra các sinh vật theo cách họ muốn; điều này là giải phóng cho các nhà thiết kế, vì các nhóm Dino Crisis và Dino Crisis 2 có vấn đề với việc làm cho Therapods trở nên độc đáo. Một chủ đề phổ biến ở khủng long là chúng sẽ bị lộ da và có thể giải phóng điện như một loại hình tấn công.
Một đề xuất câu chuyện ban đầu tập trung vào sự xuất hiện của khủng long trong thế giới ngày nay, có thể là sự biến dạng thời gian mà Dino Crisis 2 đã ám chỉ với Kế hoạch Tàu lớn của Noah. Một hình ảnh gợi ý về cốt truyện này đã được Okamoto Yoshiki thể hiện khi ông công bố ba trò chơi Capcom tại thông báo Xbox ngày 16 tháng 5 cho E3 2001. Kobayashi chuyển dự án khỏi đề xuất thành phố và sang một thứ khác. Với lời đề nghị từ nhóm Flagship, do Sugimura Noboru lãnh đạo; Nakamoto Hiromichi; Yoshida Shin và Kanazawa Hiroaki, đã đồng ý rằng câu chuyện trò chơi được chuyển sang một môi trường tương lai trong không gian cho phép đưa ra những ý tưởng mới. Một số đoạn phim cắt cảnh dài năm mươi phút dựng sẵn được tạo ra cho game. Kamiya Makoto, a một đạo diễn phim chuyên nghiệp, được thuê để chỉ đạo công việc làm cho các yếu tố như góc camera trông giống như trong phim.

## Đón nhận
Dino Crisis 3 nhận được các đánh giá "trái chiều", theo trang web tổng hợp kết quả đánh giá Metacritic. IGN chấm cho game 6.0 điểm, mô tả nó là một cơ hội bị bỏ lỡ để tiến bước dòng game này, đã bị phản bội bởi những lỗi nhỏ, nhưng lặp đi lặp lại. GameSpot đã gắn nhãn trò chơi với "Tầm thường" 5.4 điểm, vì đã tìm thấy trò chơi "bực bội hơn [...] là vui nhộn" do những sai sót của nó, mặc dù việc phát hiện trò chơi trở nên thú vị nếu bị bỏ qua.
Những lời chỉ trích phổ biến nhất là hệ thống camera, được IGN đặt tên là "Camera tệ nhất từng có". Vấn đề là do tốc độ cao mà người chơi có thể thường xuyên di chuyển. Như với hai tựa game Dino Crisis đầu tiên và các yếu tố ban đầu của sê-ri Resident Evil, các căn phòng trong Dino Crisis 3 được tách thành các khu vực vô hình riêng biệt, nơi camera được đặt để thay đổi khi vượt qua ranh giới. Do jetpack di chuyển nhanh, người chơi sẽ di chuyển giữa các ranh giới đó một cách nhanh chóng, với nhiều thay đổi camera dẫn đến sự nhầm lẫn về nơi mà người chơi sẽ phải đi, dẫn đến việc vô tình quay lại. Do kích thước lớn của các khu vực và hệ thống ngắm tự động tầm xa, IGN dự kiến rằng người chơi sẽ dành 80% thời lượng trong game của mình để bắn vào những kẻ thù ngoài tầm ngắm và né tránh các cuộc tấn công khỏi camera. GameSpot cho rằng game sẽ dễ chơi hơn rất nhiều nếu người chơi được trao cơ hội, ít nhất là, di chuyển góc của camera. GamePro cũng thất vọng vì cách điệu camera, nói rằng góc quay camera "vụng về" đã ngăn trò chơi đạt đến tiềm năng mà nó có thể có.
Có một số sự thất vọng về sự đa dạng của loài khủng long: IGN chỉ đếm ba địch thủ không phải trùm có mặt trong game, nhưng ngưỡng mộ thiết kế độc đáo của chúng, đặc biệt là loài khủng long "simian-esque". Tuy nhiên, có nhiều sự hỗ trợ hơn cho những tên lính của trùm, với việc IGN trích dẫn chìa khóa đi đến chiến thắng là né tránh các cuộc tấn công thay vì chỉ đơn giản là bắn tới tấp. GamePro đã thất vọng vì sự xâm nhập của quân địch vào trận chiến, do chúng thực sự xuất hiện ngoài không trung.
IGN đã ủng hộ quyết định của Capcom để biến Ozymandias thành một câu đố khổng lồ, do con tàu có thể thay đổi hình dạng thường xuyên. Phương pháp giải đố này được so sánh với trò chơi ghép hình. IGN cũng ngưỡng mộ sự độc đáo của hơn 50 phòng trong Ozymandias, nhưng đã đặt câu hỏi về quyết định tránh các môi trường như quán cà phê tự phục vụ hoặc hội trường lộn xộn, điều này sẽ khiến con tàu cảm thấy giống như một thủy thủ đoàn thực sự bắt đầu. GameSpot thấy rất ít 'sự độc đáo' trong các mẫu thiết kế, chú ý đến vẻ ngoài kim loại sáng bóng của nội thất con tàu ở khắp mọi nơi và nếu không sử dụng tính năng bản đồ 3D, sẽ khó bị lạc khi di chuyển (một phần vì hệ thống camera). Bản đồ 3D, trong khi hữu ích với một số người, cũng được coi là một "quá trình khó khăn" khi sử dụng.
Phần lồng tiếng được cho là có chất lượng hợp lý, điều mà IGN cảm thấy là 'đáng ngạc nhiên' đối với một tựa game Nhật Bản sử dụng những  diễn viên nói tiếng Anh. Dù IGN đã đề cập đến sự hiện diện của cuộc đối thoại "lỗi thời" này. GameSpot coi nó là loại B "có thể vượt qua", khi đem ra so sánh. Các khía cạnh khác trong khâu thiết kế âm thanh, chẳng hạn như bản nhạc và hiệu ứng âm thanh, cũng được tìm thấy là tốt hoặc "có thể vượt qua"; thế nhưng chúng đã bị chỉ trích vì bị hạn chế và lặp đi lặp lại trong phòng.